# 圣洛朗德布雷沃当
圣洛朗德布雷沃当（法語：Saint-Laurent-de-Brèvedent，法語發音：[sɛ̃ loʁɑ̃ də bʁɛvdɑ̃]）是法国滨海塞纳省的一个市镇，属于勒阿弗尔区。

## 地理
圣洛朗德布雷沃当（49°31'34"N, 0°15'23"E）面积7.79 平方千米，位于法国诺曼底大区滨海塞纳省，该省份为法国北部沿海省份，其西部及北部濒大西洋英吉利海峡，东起顺时针与索姆省、瓦兹省、厄尔省和卡爾瓦多斯省接壤。
与圣洛朗德布雷沃当接壤的市镇（或旧市镇、城区）包括：埃普勒托、盖讷维尔、马内格利斯、赛讷维尔、圣欧班-鲁托、圣马丹迪马努瓦尔。

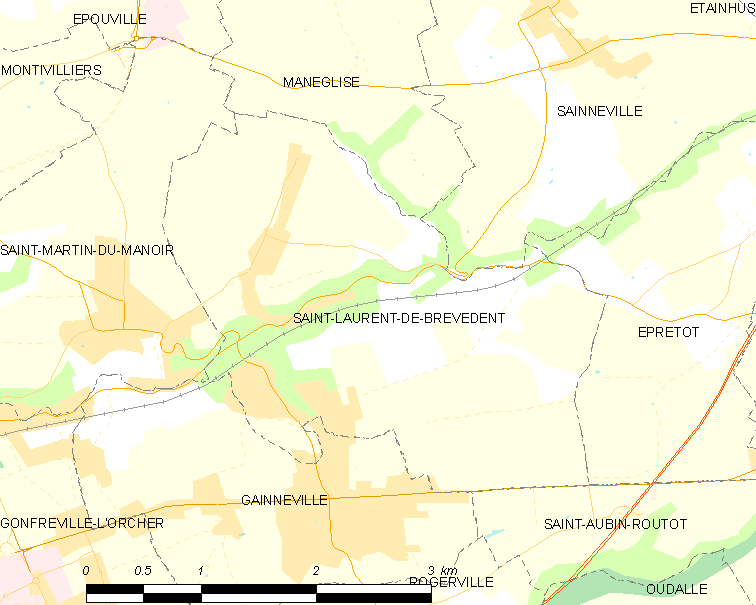
圣洛朗德布雷沃当的OSM定位图

圣洛朗德布雷沃当的时区为UTC+01:00、UTC+02:00（夏令时）。

## 行政
圣洛朗德布雷沃当的邮政编码为76700，INSEE市镇编码为76596。

## 政治
圣洛朗德布雷沃当所属的省级选区为圣罗曼-德科尔博斯克县。

## 人口

1962-2008年间圣洛朗德布雷沃当人口变化图示

圣洛朗德布雷沃当于2022年1月1日时的人口数量为1492人。